# Ataeniobius toweri
Ataeniobius toweri é uma espécie de peixe da família Goodeidae.
É endémica do México.